# Самітон (Алабама)
Самітон (англ. Sumiton) — місто (англ. city) в США, в округах Вокер і Джефферсон штату Алабама. Населення — 2444 особи (2020).

## Географія
Самітон розташований за координатами 33°44′58″ пн. ш. 87°2′50″ зх. д. / 33.74944° пн. ш. 87.04722° зх. д. (33.749574, -87.047094). За даними Бюро перепису населення США в 2010 році місто мало площу 13,55 км², з яких 13,53 км² — суходіл та 0,02 км² — водойми.

## Демографія
Згідно з переписом 2010 року, у місті мешкало 2520 осіб у 1002 домогосподарствах у складі 696 родин. Густота населення становила 186 осіб/км². Було 1134 помешкання (84/км²).
Расовий склад населення:
| - 93,2 % — білих - 4,0 % — чорних або афроамериканців - 0,4 % — корінних американців - 0,2 % — азіатів |

До двох чи більше рас належало 1,6 %. Частка іспаномовних становила 0,8 % від усіх жителів.
За віковим діапазоном населення розподілялося таким чином: 22,7 % — особи молодші 18 років, 59,7 % — особи у віці 18—64 років, 17,6 % — особи у віці 65 років та старші. Медіана віку мешканця становила 41,4 року. На 100 осіб жіночої статі у місті припадало 88,6 чоловіків; на 100 жінок у віці від 18 років та старших — 86,1 чоловіків також старших 18 років.
Середній дохід на одне домашнє господарство становив 52 860 доларів США (медіана — 42 321), а середній дохід на одну сім'ю — 61 288 доларів (медіана — 54 079). Медіана доходів становила 47 390 доларів для чоловіків та 34 236 доларів для жінок. За межею бідності перебувало 17,6 % осіб, у тому числі 27,0 % дітей у віці до 18 років та 7,7 % осіб у віці 65 років та старших.
Цивільне працевлаштоване населення становило 938 осіб. Основні галузі зайнятості: освіта, охорона здоров'я та соціальна допомога — 23,3 %, роздрібна торгівля — 14,8 %, виробництво — 11,1 %, науковці, спеціалісти, менеджери — 10,0 %.